# CONCERT TOUR 2016 I SCREAM
「CONCERT TOUR 2016 I SCREAM」（コンサートツアー2016 アイ・スクリーム）は、Kis-My-Ft2の10枚目のDVDで2016年12月21日にavex traxから発売。

## 概要
2016年7月から8月まで行われた4大ドームツアー「Kis-My-Ft2 CONCERT TOUR 2016 I SCREAM」から、8月7日開催の東京ドーム公演を収録（Blu-ray盤特典映像として、ツアー最終公演となる8月14日開催の福岡ヤフオク！ドーム公演も一部収録）。
初回生産限定盤、通常盤、Blu-ray盤の3種類で発売。
2021年4月30日から5月6日にかけて、今作収録のソロ曲のライブ映像が1日1曲ずつYouTubeにて公開された。
今作収録の「Re:」「I Scream Night」は、後に2ndベストアルバム「BEST of Kis-My-Ft2」通常盤特典映像「ファン投票 BEST of LIVE SETLIST」にも収録。

## 収録内容

### 本編映像
※Blu-rayではDisc 1にまとめて収録。
- 通常盤のみ副音声「メンバー副音声 〜LIVEトーク&鑑賞会〜」を収録。

#### Disc 1
1. "5th" Overture
2. YES! I SCREAM
3. Summer Breeze
4. Gravity
5. Kiss魂
6. キ・ス・ウ・マ・イ ～KISS YOUR MIND～
7. メガ☆ラブ
8. 最後もやっぱり君
9. You're Liar♥︎ - 藤ヶ谷太輔
10. ワッター弁当 - 横尾渉
11. ジョッシー松村のSCREAM - 二階堂高嗣
12. ALIVE - 玉森裕太
13. WANTED
14. Shake It Up
15. MU-CHU-DE 恋してる
16. AAO
17. 夕空
18. ZIG ZAG LOVE - Snow Man
19. 棚からぼたもち - 舞祭組
20. 今ナニヲ想ウノ - 北山宏光
21. ヲタクだったってIt’s Alright! - 宮田俊哉
22. Get Ready  - 千賀健永
23. Sha la la☆Summer Time
24. DREAM STAGE
25. Flamingo
26. & say - 北山宏光・藤ヶ谷太輔
27. PSYCHO
28. Black & White
29. NOVEL
30. Re:

#### Disc 2
[ENCORE]
1. Everybody Go
2. SHE! HER! HER!
3. キミとのキセキ
4. I Scream Night

[W/ENCORE]
1. Thank youじゃん!

[Triple/ENCORE]
1. Good-bye, Thank you

### 特典映像

#### 初回生産限定盤

##### Disc 3
1. 4大ドームツアー密着ドキュメント ～7人の素顔と本音に迫る 2016夏～
  1. 映像メイキング編
  2. リハーサル編
  3. 大阪ドーム編
  4. ナゴヤドーム編
  5. 記者会見編
  6. 東京ドーム編
  7. 「I Scream Night」振り付け講座+α編
  8. 福岡ドーム編

##### Disc 4
1. メンバーソロドキュメンタリー
  1. 北山宏光「今ナニヲ想ウノ」
  2. 千賀健永「Get Ready」
  3. 宮田俊哉「ヲタクだったってIt’s Alright!」
  4. 横尾渉「ワッター弁当」
  5. 藤ヶ谷太輔「You're Liar♥︎」
  6. 玉森裕太「ALIVE」
  7. 二階堂高嗣「ジョッシー松村のSCREAM」

#### 通常盤
Disc 2
1. CONCERT TOUR 2016 I SCREAM ハプニング&名珍場面集

#### Blu-ray

##### Disc 2「マルチアングルLIVE映像」
1. MU-CHU-DE 恋してる
2. Flamingo
3. PSYCHO
4. Black & White
5. I Scream Night

##### Disc 3
1. 全公演MC集
  1. 大阪ドーム編
  2. ナゴヤドーム編
  3. 東京ドーム編
  4. 福岡ドーム編
2. ツアーファイナル スペシャル映像＜8.14福岡ドーム＞
  1. Re:
  2. I Scream Night[1]
  3. Kis-My-Calling!

## ライブツアー
「Kis-My-Ft2 CONCERT TOUR 2016 I SCREAM」は、5thアルバム「I SCREAM」を引っさげて2016年7月1日から8月14日にかけて行われた、4大ドームツアー。Kis-My-Ft2にとって4大ドームツアーは、3年連続3回目。
このツアーで51万5千人を動員した。また、デビュー後のツアー動員数200万人を突破した。動員200万人を突破したのは、ジャニーズ事務所の中で最速となった。

### 日程・会場
| タイトル                              | 年     | 公演日   | 公演時間 | 会場                |
| ------------------------------------- | ------ | -------- | -------- | ------------------- |
| Kis-My-Ft2 CONCERT TOUR 2016 I SCREAM | 2016年 | 07月01日 | 18:00    | 京セラドーム大阪    |
| Kis-My-Ft2 CONCERT TOUR 2016 I SCREAM | 2016年 | 07月02日 | 17:00    | 京セラドーム大阪    |
| Kis-My-Ft2 CONCERT TOUR 2016 I SCREAM | 2016年 | 07月03日 | 17:00    | 京セラドーム大阪    |
| Kis-My-Ft2 CONCERT TOUR 2016 I SCREAM | 2016年 | 07月09日 | 17:00    | ナゴヤドーム        |
| Kis-My-Ft2 CONCERT TOUR 2016 I SCREAM | 2016年 | 07月10日 | 17:00    | ナゴヤドーム        |
| Kis-My-Ft2 CONCERT TOUR 2016 I SCREAM | 2016年 | 08月04日 | 18:00    | 東京ドーム          |
| Kis-My-Ft2 CONCERT TOUR 2016 I SCREAM | 2016年 | 08月05日 | 18:00    | 東京ドーム          |
| Kis-My-Ft2 CONCERT TOUR 2016 I SCREAM | 2016年 | 08月06日 | 17:00    | 東京ドーム          |
| Kis-My-Ft2 CONCERT TOUR 2016 I SCREAM | 2016年 | 08月07日 | 17:00    | 東京ドーム          |
| Kis-My-Ft2 CONCERT TOUR 2016 I SCREAM | 2016年 | 08月13日 | 17:00    | 福岡ヤフオク!ドーム |
| Kis-My-Ft2 CONCERT TOUR 2016 I SCREAM | 2016年 | 08月14日 | 17:00    | 福岡ヤフオク!ドーム |